# Dorosuchus
Dorosuchus is een geslacht van uitgestorven archosauriformen, dat eerder was toegewezen aan de familie Euparkeriidae. Het leefde tijdens het Anisien van het Midden-Trias. Fossiel materiaal is bekend van Sol-Iletsk in de oblast Orenburg, Rusland. De typesoort is Dorosuchus neoetus, benoemd in 1989.

## Beschrijving
Dorosuchus werd een kleine meter lang.
Dorosuchus wordt beschouwd als een familielid van Euparkeria op basis van kenmerken in de ledematen en de bekkengordel. De meeste exemplaren zijn bekend uit een enkel blok siltsteen van een locatie die bekend staat als de Berdyanka I-vindplaats bij de Berdyanka-rivier. Ledematen en bekkenelementen, sacrale- en staartwervels en een hersenpan zijn bewaard in het blok en vertegenwoordigen vier individuen. Het holotype is PIN 1579/161, een rechterdarmbeen, rechterdijbeen en rechterscheenbeen. De paratypen zijn PIN 1579/62: een hersenpan; PIN 1579/66: twee darmbeenderen; en PIN 1579/63, 1579/64: sacrale en staartwervels. Een gedeeltelijk linkerdarmbeen, specimen PIN 952/200, is bekend uit een andere vindplaats.
Dorosuchus toont een aantal afgeleide kenmerken zoals een S-vormig dijbeen met een vierde trochanter.

## Classificatie
Dorosuchus werd aanvankelijk in de eerste beschrijving in 1989 geclassificeerd als een euparkeriide. De Euparkeriidae worden het best vertegenwoordigd door het geslacht Euparkeria uit het Vroeg-Trias van Zuid-Afrika. Verschillende andere geslachten zijn in het verleden aan de groep toegewezen, waaronder Turfanosuchus, Halazhaisuchus en Wangisuchus. De meeste van deze geslachten zijn echter uitgesloten van de groep op basis van anatomische kenmerken zoals die in de enkel (bijvoorbeeld Turfanosuchus en Wangisuchus) of zijn bekend van exemplaren die te slecht bewaard zijn om veel kenmerken te tonen die synapomorfieën zijn (bijvoorbeeld Halazbaisuchus en Wangisuchus). Er is ook twijfel gerezen over de toewijzing van Dorosuchus aan de Euparkeriidae vanwege een gebrek aan bepalende kenmerken. Niettemin werd een artikel uit 2009 waarin de anatomie van Osmolskina wordt beschreven, de euparkeriide classificatie van Dorosuchus opnieuw bevestigd. Echter, een review uit 2016 van de Euparkeriidae herstelde Dorosuchus in een polytomie met de Euparkeriidae, Archosauria en Phytosauria.